# NK Maribor
El Nogometni Klub Maribor (en español: Fútbol Club Maribor), comúnmente conocido como NK Maribor o simplemente Maribor, es un club de fútbol esloveno de la ciudad de Maribor. Fue fundado el 12 de diciembre de 1960 y es uno de los tres clubes de fútbol del país que nunca ha descendido de la Primera División de Eslovenia desde su creación en 1991. El equipo es considerado un símbolo del fútbol esloveno, sobre todo en su región de Baja Estiria (en esloveno: Štajerska), en el noreste del país.
El Maribor es el club esloveno más laureado con once títulos de la PrvaLiga, ocho Copas de Eslovenia y tres Supercopas eslovenas. El período más exitoso del club fue a finales de 1990 y principios de 2000, cuando fueron dirigidos por Bojan Prašnikar, Ivo Šušak y Matjaž Kekal al ganar siete ligas consecutivas y tres copas. Después de la temporada 2008-09, y dirigido por Darko Milanič, el Maribor volvió a dominar el fútbol esloveno con tres de cuatro campeonatos desde entonces, tres copas y dos supercopas. Antes de la independencia de Eslovenia en 1991, el Maribor jugaba en el sistema de ligas de fútbol yugoslavo. Se trata de uno de los tres únicos equipos eslovenos que participaron en la división más alta del país, la Primera Liga de Yugoslavia, entre 1945 y la desintegración de Yugoslavia en 1991. Sin embargo, el club no tuvo gran éxito durante su período en Yugoslavia y su mejor resultado fue en la temporada 1967-68, cuando alcanzaron las semifinales de la Copa de Yugoslavia. Además, es el único club esloveno y uno de los cuatro clubes de la ex Yugoslavia que participaron en la fase de grupos de la Liga de Campeones y la UEFA Europa League.
El equipo mantiene una fuerte rivalidad con el Olimpija Ljubljana de la capital, con los que disputan el Derby Eterno (Večni derbi). Su otra gran rivalidad es contra el Mura 05 de Murska Sobota y los partidos entre los dos se denominan el Derby del noreste (Severovzhodni derbi). El Maribor también tiene una base de seguidores leales y apasionados y el club cuenta con la asistencia promedio más alta de Eslovenia. El estadio del club es el estadio Ljudski vrt, que tiene una capacidad de 12 994 espectadores. El edificio fue construido en 1952 y más tarde se sometió a una serie de grandes reconstrucciones en los años 1990 y 2000.
La academia de juveniles del club, que es conocida como la mejor de Eslovenia, es responsable del desarrollo de los futbolistas de las categorías inferiores del club y ha disfrutado de una buena cantidad de éxito en la producción de jóvenes promesas. Los apodos del Maribor son Vijoličasti («Los morados») y Vijolice («Los violetas»), ambos referidos a los colores tradicionales del club. El lema del Maribor es En klub, ena čast («Un club, un honor»).

## Historia

### Trayectoria histórica Eslovenia
Indicadas las categorías en los siguientes colores:
■ 1.er nivel
■ 2º nivel
■ 3.er nivel
■ 4º nivel
■ 5º nivel
Notas: (Estructura piramidal de ligas en Eslovenia)

### Fundación y primeros años (1960-1966)
El Maribor fue fundado el 12 de diciembre de 1960. La directiva del club de reciente creación y organizó las primeras elecciones presidenciales y el Dr. Srečko Koren fue nombrado como primer presidente del club, mientras que Andrija Pflander fue nombrado el primer entrenador y Oto Blaznik primer capitán del equipo. El club jugó su primer partido el 5 de febrero de 1961, cuando derrotó a sus rivales de la ciudad de Kovinar 2-1 con dos goles de Stefan Tolič. Aunque los colores del equipo, morado y blanco, fueron elegidos desde el principio, el equipo jugó su primer partido en una combinación de verde y azul, ya que sus camisetas violetas no estuvieron disponibles para el debut.

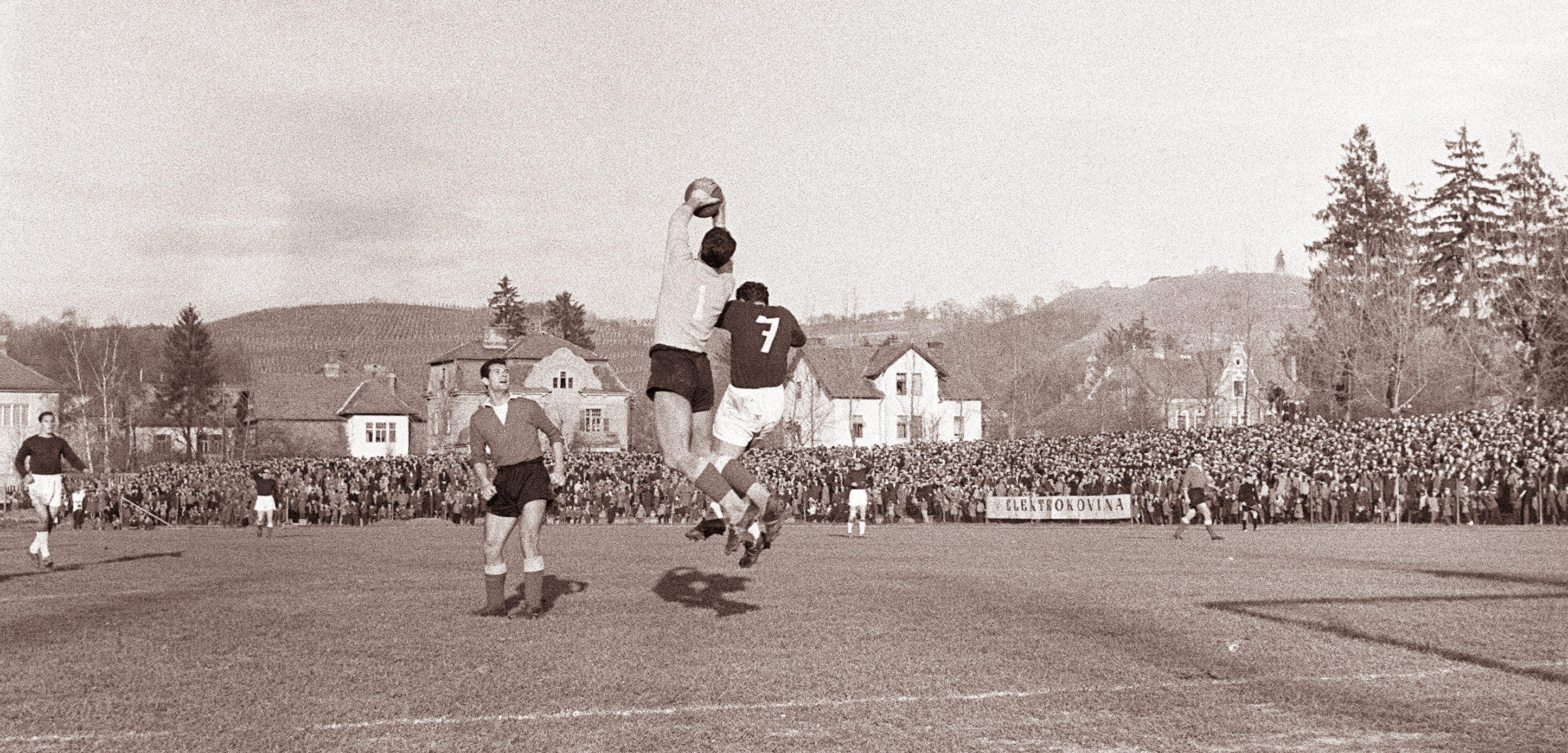
El Maribor jugando ante el Rudar Trbovlje (su rival con pantalón blanco) en 1961.

El equipo ganó la Liga de República de Eslovenia (tercera división del fútbol yugoslavo) en su primera temporada y, por lo tanto, ascendió a la Segunda División Yugoslava. Andrija Pflander fue el primer entrenador del equipo que ganó la liga de la República. Sin embargo, tuvo que renunciar a su cargo antes del inicio de la promoción de play-off por enfermedad. Su sucesor fue Vladimir Šimunić, el hombre que finalmente guio al equipo a su ascenso a la Primera División yugoslava seis años más tarde. El Maribor ganó las dos primeras rondas de la repesca y finalmente derrotó al Uljanik croata de Pula, en la fase final de clasificación con el marcador 2-1 en el global, que le garantizaba el derecho a jugar en la segunda división.
En 1961, el club estrenó el nuevo estadio Ljudski vrt. El 2 de septiembre de ese año los aficionados al fútbol de toda Eslovenia fueron testigos del nacimiento de una nueva rivalidad entre el Maribor y el Olimpija Ljubljana. El primer partido entre los dos equipos se jugó en Ljubljana y terminó en empate 1-1. Los partidos entre estos dos clubes más tarde llegaron a ser conocidos en Eslovenia como el Derby eterno (Večni derbi). Después de cinco temporadas, el promedio de asistencia de los partidos como local para el Maribor fue de alrededor de 8 000 espectadores y, bajo la dirección del entrenador Šimunić, el club ganó el título de segunda división y logró llegar a la Primera Liga Yugoslava, entre el final de la Segunda Guerra Mundial en 1945 y la desintegración de Yugoslavia en 1991.

### Primera división yugoslava (1967-1979)

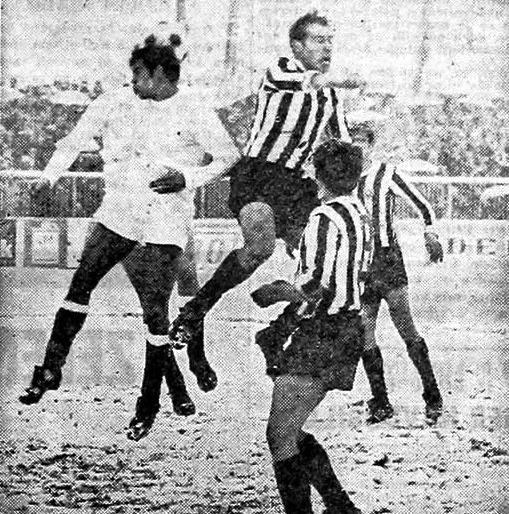
Maribor ante el Partizan en 1969.

El primer partido del club en la Primera división yugoslava se jugó en 1967 contra el Vardar macedonio en Skopie (1-1) y Maras anotó el único gol del equipo violeta. El debut como local del Maribor se jugó el 27 de agosto de 1967 contra el Proleter Zrenjanin ante 8 000 espectadores y el Maribor ganó 3-0. Los goles fueron anotados por Kranjc, Arnejčič y Binkovski. Durante la misma temporada, los aficionados eslovenos presenciaron el primer partido en la máxima categoría Yugoslava de dos clubes de Eslovenia, el Maribor y sus rivales del Olimpija Ljubljana frente a 13 000 espectadores (0-0). Cada partido entre los dos clubes durante este período fue un lleno absoluto, con afluencias incluso de hasta 20 000 aficionados. El equipo terminó su primera temporada en la máxima categoría Yugoslava en 12.ª posición.
Durante sus cinco años en la primera división, el Maribor jugó un total de 166 partidos, con 40 victorias, 57 empates y 69 derrotas, con una diferencia de goles de 166–270. La mejor posición en liga del Maribor fue en la temporada 1969-70 cuando terminó en 10.ª posición en una liga de 18 clubes. El puesto promedio de la liga del club en primera división yugoslava fue de 13,8. La temporada 1971-72 fue su última temporada en primera división ya que el equipo terminó último con 20 puntos. Mladen Kranjc, uno de los mejores jugadores en la historia del club, fue el mejor goleador del equipo en cada una de sus cinco temporadas que pasó en la primera división yugoslava, después de haber anotado un total de 54 goles en la liga, que finalmente le llevó a ser contratado por uno de los mejores clubes yugoslavos, el Dinamo Zagreb.
En la siguiente temporada, el Maribor jugó en segunda división y terminó subcampeón, lo que significó que se clasificaba para la promoción a la primera división yugoslava. En la primera ronda de clasificación contra el Budućnost montenegrino, el Maribor ganó en los penaltis y se clasificó para la ronda decisiva ante el Proleter. El partido de ida se jugó en Maribor, el 8 de julio de 1973 y es reconocido como uno de los partidos más importantes de la historia del club, ya que todavía tiene el récord de asistencia del Maribor. Al partido acudieron 20 000 espectadores, 15 000 de los cuales ya estaban en el estadio casi tres horas antes del encuentro, lo que ayudó al Maribor a ganar el partido 3-1. Sin embargo, la ventaja de dos goles resultó ser insuficiente, ya que el Proleter ganó el partido de vuelta en Zrenjanin por 3-0 y ascendió a primera división con un marcador de 4-3 en el global. En el partido de vuelta, cuando el marcador era de 1-0 para el equipo local, el Maribor había anotado el gol del empate en el minuto 23, pero el gol fue anulado. La repetición de televisión más tarde mostró que la pelota había cruzado realmente la línea de gol.
Tras el dramático play-off contra el Proleter, el club entró en un período de estancamiento. Durante este período el Maribor pudo lograr el ascenso a primera división en la temporada 1978-79, pero terminó en segundo lugar, a seis puntos del Čelik bosnio.

### Escándalo de soborno y consecuencias (1980-1990)
Al final de la temporada 1980-1981, el Maribor estaba celebrando su permanencia en segunda división tras un difícil año deportivo, cuando surgió el escándalo de soborno que provocó el descenso del club de segunda a tercera división por la decisión del comité disciplinario de la Asociación de Fútbol de Yugoslavia. El club tenía un fondo secreto que utilizó para sobornar a árbitros y rivales. Algunos dirigentes del club mantenían un registro de los gastos de soborno en un «libro negro», que luego fue confiscado por las autoridades. En el libro quedaba claro que el Maribor había sobornado a un total de 31 personas. Tras el escándalo y el posterior descenso a tercera división, el Maribor pasó los años siguientes entre la segunda y tercera liga yugoslava hasta la independencia de Eslovenia en 1991.
En 1988 se unió a la sociedad deportiva MŠD Branik para formar el Maribor Branik. Aunque el club utilizó solo el nombre de Maribor en las competiciones nacionales e internacionales, todavía hoy sigue registrado oficialmente como NK Maribor Branik. El club siempre ha tenido estrechos vínculos con la sociedad MŠD Branik como con el NK Branik Maribor, un club de fútbol que se fundó como parte de la MŠD Branik, disuelto solo un par de meses antes de que se fundase el Maribor y muchos seguidores del Branik también pasaron a apoyar al Maribor, ya que lo veían como el club sucesor del antiguo Branik. En octubre de ese año, Mladen Kranjc, uno de los mejores goleadores de la historia del club, tuvo un trágico accidente de moto en Dolnja Počehova y murió con 43 años de edad.

### Independencia de Eslovenia (1991-2000)
Tras la independencia de Eslovenia, los mejores clubes de Eslovenia se unieron a la recién formada Liga eslovena. El Maribor fue uno de los miembros fundadores de la liga y uno de los tres clubes, junto con el Gorica y el Celje, que nunca ha descendido de la primera división eslovena. En el primer par de temporadas, los rivales del Maribor, el Olimpija Ljubljana, contaban con una larga tradición de jugar en la primera liga yugoslava y en ese momento todavía tenía en su equipo muchos jugadores de esa época, por lo que dominaba la liga. Pese a ello, el Maribor pudo ganar la primera edición de la Copa de Eslovenia en 1992. El partido final se jugó en Ljubljana en el estadio Bežigrad contra el Olimpija. Se terminó en un empate sin goles después del tiempo reglamentario y el Maribor ganó tras la tanda de penaltis (4-3). Este fue el primer gran éxito del Maribor.
Durante la temporada siguiente, el equipo ioleta tuvo su debut en Europa, apareciendo en la Recopa de Europa de la UEFA. Jugaron su primer partido europeo el 19 de agosto de 1992 contra el Hamrun Spartans de Malta y ganaron con un marcador de 4-0. Ante Šimundža anotó el histórico primer gol del partido. El Olimpija ganó los primeros cuatro campeonatos nacionales, hasta que su racha fue interrumpida por el Gorica que ganó en la temporada 1995-96. El Maribor fue subcampeón en las temporadas 1991-92, 1992-93 y 1994-95, antes de terminar tercero en la 1993-1994 y cuarto en la temporada 1995-96. Durante este período, el club logró ganar otra Copa de Eslovenia en 1993-94, derrotando al Mura de Murska Sobota en la final con un marcador global de 3-2.
La temporada 1996-97 resultó ser el punto de inflexión en la historia del Maribor. El club irrumpió en la liga eslovena y se convirtió en campeón nacional por primera vez en su historia. Durante esa temporada la afluencia promedio al estadio fue de 5 289 espectadores, que sigue siendo un récord en la Liga eslovena. El partido final de la temporada se jugó el 1 de junio de 1997 contra el Beltinci y atrajo a una multitud de 14 000 espectadores, que es también el récord de la primera división eslovena. En esa temporada, el Maribor también ganó la Copa de Eslovenia, por lo que consiguió su primer doblete, una hazaña también repetida en la temporada 1998-99. Después de su primer título en 1996-97, el Maribor ganó seis títulos más, lo que hizo un total de siete títulos consecutivos en 2003. Durante este período, el equipo también ganó tres copas de Eslovenia y en la temporada 1999-00, dirigido por el entrenador Bojan Prašnikar, consiguió derrotar al Racing Genk belga (5-1, 0-3) y Olympique Lyonnais (1-0, 2-0) y clasificarse para la fase de grupos de la Liga de Campeones de la UEFA 1999-00 por primera vez en su historia. El Maribor fue encuadrado en un grupo con el Dinamo Kiev, Bayer Leverkusen y Lazio. Hasta la fecha, el Maribor es uno de los cuatro clubes de la ex Yugoslavia —junto con el Dinamo Zagreb, el Partizan y el Hajduk Split— que participaron en la fase de grupos de la Liga de Campeones desde la desintegración del país en 1991.

### Problemas económicos
La Copa de Eslovenia 2003-04 fue el último trofeo ganado por el Maribor antes de que comenzara la época más oscura del club. Entre 2004 y 2008, el club tuvo serias dificultades financieras e, incluso, estuvo a punto de desaparecer. Sin embargo, el club no siguió el turbulento destino de sus rivales Olimpija Ljubljana y Mura.
Debido a sus grandes deudas, que en un momento ascendía a 4 millones de euros, el club no podía permitirse el lujo de comprar nuevos jugadores. Como consecuencia de ello, el primer equipo en el momento consistía mayormente de jóvenes jugadores mezclados con un par de jugadores extranjeros que llegaron libres. En otoño de 2006 la deuda era aún de más de tres millones de euros y no fue hasta enero de 2011 que el club anunció que la deuda había sido pagada en su totalidad. Durante este período, el Maribor nunca terminó por encima del tercer lugar en la liga doméstica y fue subcampeón en la Copa de Eslovenia en dos ocasiones. Fueron, sin embargo, uno de los once ganadores de la Copa Intertoto de la UEFA 2006, en la que derrotaron al Villarreal CF en la ronda final, solo un par de meses después de que el equipo español hubiese jugado la semifinal de la Liga de Campeones.

### Recuperación y nuevos éxitos

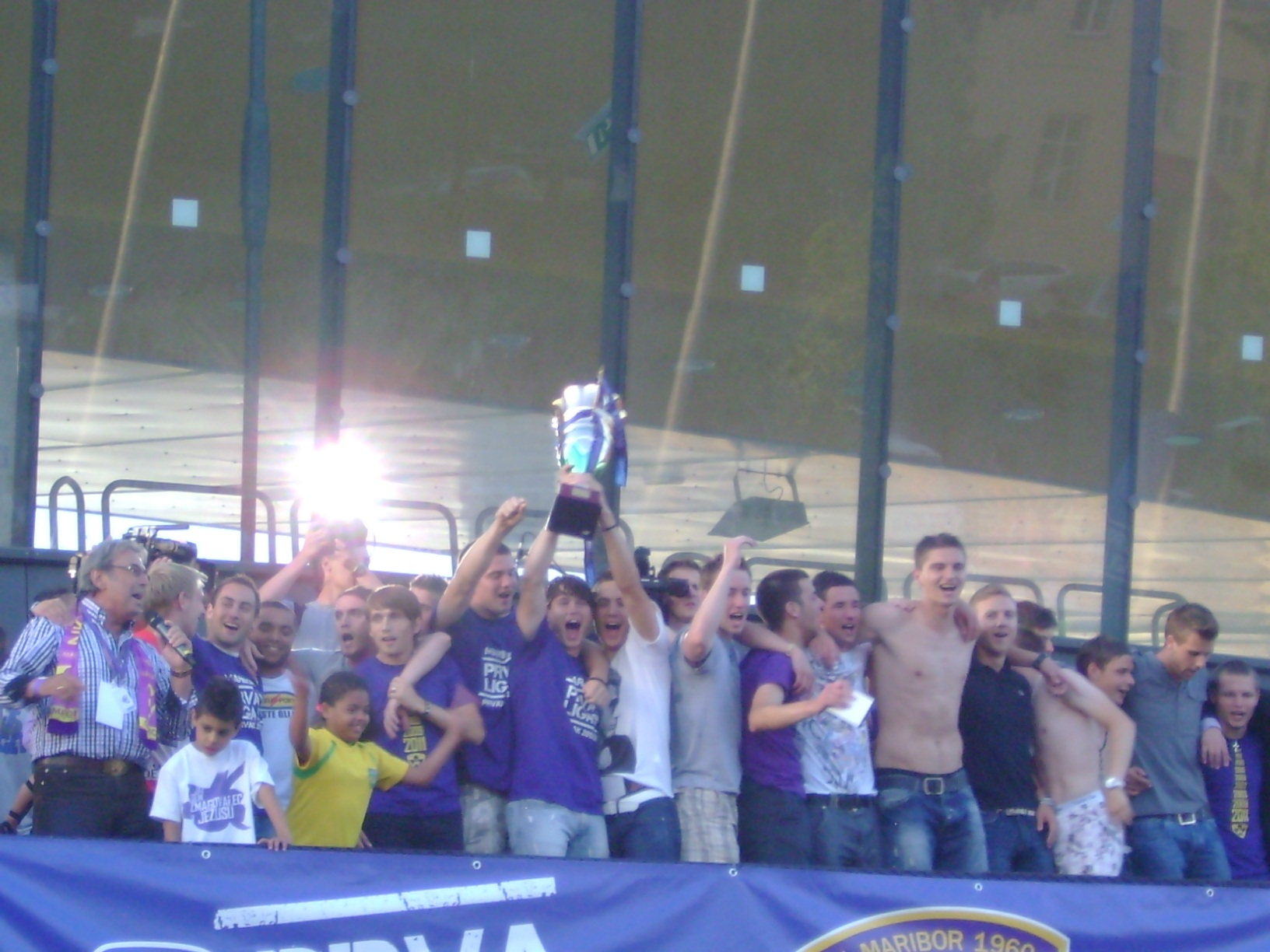
Jugadores del Maribor celebran su noveno título de liga en 2011.

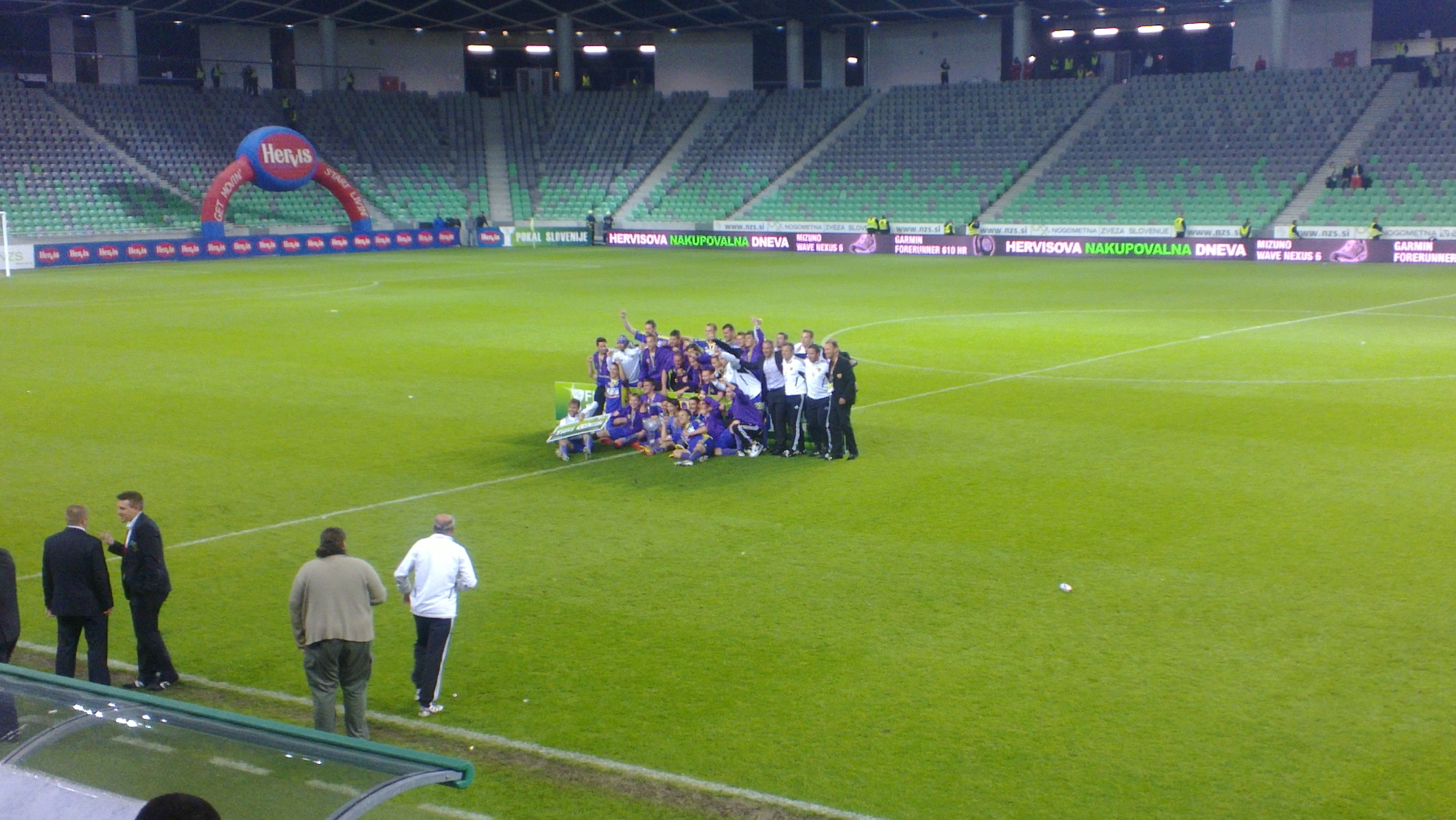
El Maribor celebra la Copa de Eslovenia conseguida en 2012 ante el Celje.

A partir de la temporada 2007-08, la leyenda del fútbol esloveno Zlatko Zahovič llegó como director deportivo, y poco después, Darko Milanič como entrenador y el exjugador del Maribor Ante Šimundža como entrenador asistente. El 10 de mayo de 2008, el club volvió a abrir el renovado Ljudski vrt, que había sido objeto de una importante reconstrucción que duró casi 20 meses. El primer partido jugado en el estadio recientemente reformado fue un encuentro de liga contra el Nafta y fue ganado por 3-1 ante 12 435 espectadores. Al inicio de la temporada 2008-09, el Maribor entró en la historia del fútbol esloveno como el primer club que alcanzó los 1000 puntos en la primera división eslovena, después de una victoria 2-1 contra el Rudar Velenje el 26 de julio de 2008. Bajo la dirección del entrenador Darko Milanič, el Maribor ganó los tres títulos nacionales (Liga eslovena, Copa y Supercopa) en solo dos temporadas con el club, convirtiéndose así en el primer entrenador que conseguía los tres títulos nacionales del fútbol esloveno. El 12 de diciembre de 2010, el club celebró su 50 aniversario. Con la victoria a domicilio por 2-1 sobre el Primorje, el 21 de mayo de 2011, el Maribor consiguió su noveno título de liga. Cuatro días más tarde, el equipo jugó la final de copa eslovena en el estadio Stožice, pero perdió ante el Domžale por 4-3.
Al inicio de la temporada 2011-12, el Maribor jugó la Supercopa de Eslovenia 2011 contra el Domžale el 8 de julio de 2012 y volvió a caer derrotado, esta vez con un marcador de 2-1. Esta fue la segunda derrota consecutiva del Maribor contra el Domžale en una final en cinco semanas, después de perder la Copa de Eslovenia en mayo de 2011. En agosto de 2011, el Maribor derrotó al Glasgow Rangers y se clasificó para la fase de grupos de la Liga de Campeones de la UEFA 2011-12. En la competición lograron conseguir un punto en seis partidos, un empate con el SC Braga como local. Esa temporada, el Maribor ganó su décimo título de liga con un número récord de puntos (85). El título de Liga se confirmó en el partido contra el Triglav Kranj el 22 de abril de 2012 con una victoria por 8-0. Además, ganaron la Copa nacional eslovena el 23 de mayo de 2012 al derrotar a sus rivales del Celje en los penaltis, asegurando su séptimo título de copa. Esta fue la tercera vez que el Maribor logró el doblete y la primera vez desde la temporada 1998-99.

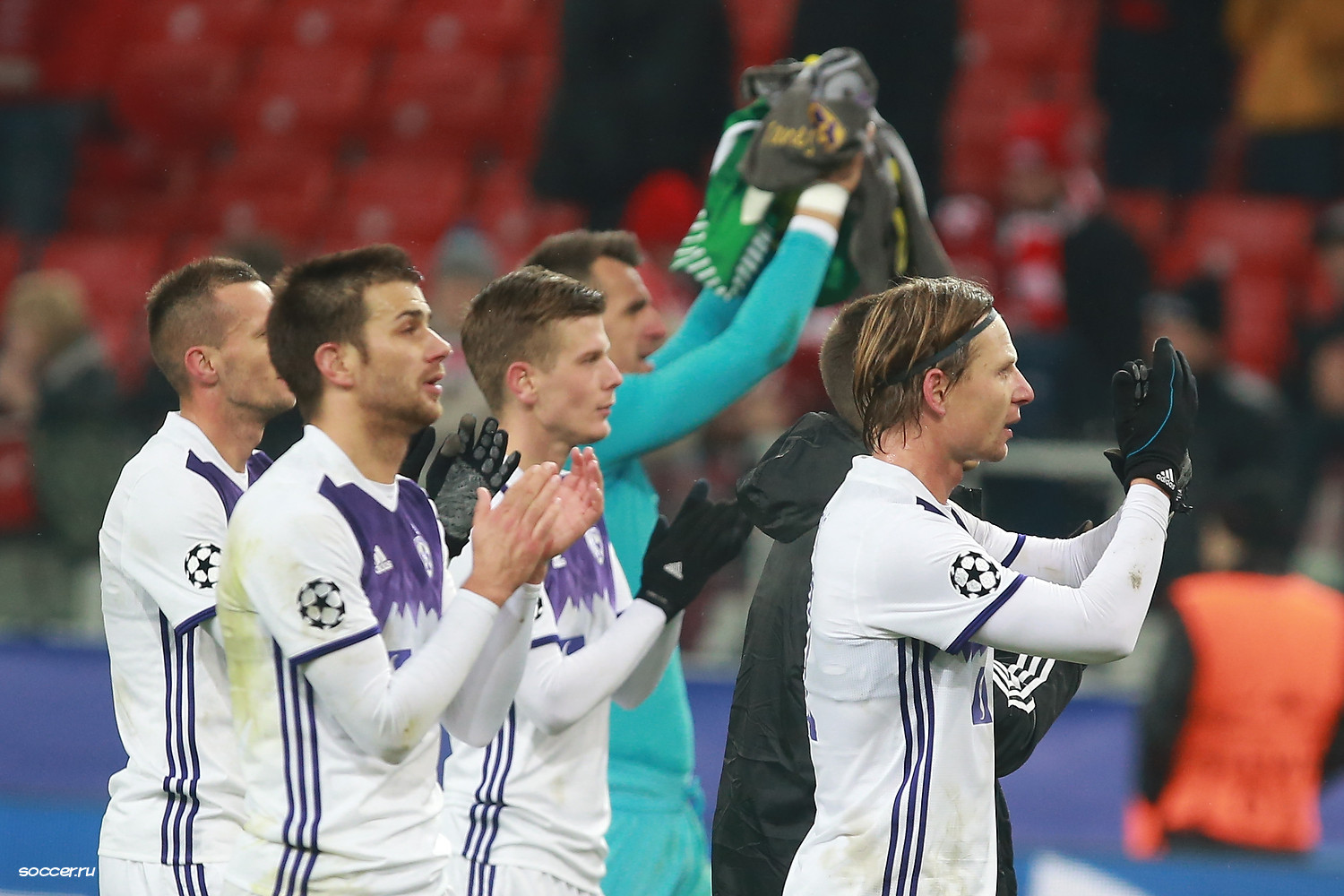
Jugadores del Maribor tras el empate 1–1 ente el Spartak Moscow en la UEFA Champions League 2017/18.

Al comienzo de la temporada 2012-13, el Maribor jugó su cuarta Supercopa consecutiva. El partido se jugó el 8 de julio de 2012 en el estadio Ljudski vrt. A diferencia de las dos anteriores temporadas, cuando el club terminó como subcampeón, el Maribor logró imponerse a sus eternos rivales del Olimpija por 2-1. Este fue su segundo título de la Supercopa. Se clasificaron para la fase de grupos de la UEFA Europa League 2012-13 como uno de los perdedores de la ronda de play-off de la Liga de Campeones 2012-13, donde fueron eliminados por el Dinamo Zagreb. Esta fue la segunda temporada consecutiva en la que el Maribor se clasificaba para la fase de grupos de una de las dos competiciones continentales. En esta ocasión, el equipo sumó cuatro puntos, derrotando a Panathinaikos y logrando un empate contra el Tottenham Hotspur, ambas en suelo esloveno. El Maribor confirmó su undécimo título de liga el 11 de mayo de 2013, cuando derrotaron al Olimpija Ljubljana 2-1. Nuevamente vencieron al Celje en el final de copa de 2013, asegurando su cuarto doblete en la historia.

## Símbolos del club

### Uniforme y colores
A lo largo de toda la historia del Maribor el color principal del club fue el púrpura. Al comienzo, los responsables del club estaban más a favor de los colores rojo y blanco, mientras que los colores tradicionales de Branik eran el blanco y negro. Debido al hecho de que muchos equipos de fútbol de Yugoslavia llevaban uniformes rojiblancos o negro y blanco, caracterizados por el FK Crvena Zvezda y el FK Partizan, los directivos del club decidieron que el Maribor llevase una combinación nueva e innovadora. Decidieron seguir el ejemplo del AC Fiorentina, que en ese momento era uno de los clubes más exitosos de Europa, con su combinación púrpura y blanco. Oto Blaznik, el primer capitán en la historia del club, fue quien propuso la combinación después de ver el juego del equipo italiano. Finalmente se cambió el color secundario a amarillo. Hoy el Maribor juega sus partidos como local con uniforme púrpura y amarillo como visitante. De hecho, el equipo es apodado «Los púrpuras» o «morados» (Vijoličasti) y «violetas» (Vijolice) en referencia a sus colores, presente en el uniforme y en el escudo del club. La firma deportiva que viste al equipo actualmente es Adidas.

### Escudo
El escudo del club es uno de los más reconocibles del deporte en Eslovenia. Se basa en el emblema oficial de la ciudad de Maribor, que, a su vez, está basado en un escudo del siglo XIV, con pequeñas diferencias. La figura tiene forma de escudo y muestra el antiguo Castillo Piramida con las puertas abiertas que solían permanecer en la cima de la colina Piramida antes de ser demolido a finales del siglo XVIII. Una flor violeta forma el telón de fondo. A diferencia del escudo de armas de la ciudad de Maribor, el escudo actual del club no representa una paloma blanca mirando hacia abajo en el castillo, sino un atleta. En la parte superior del escudo se inscribe el nombre del club y el año de su fundación. Todo el escudo utiliza solo dos colores, el morado y amarillo. Las versiones anteriores del símbolo del club incluían el color blanco, un tercer color tradicional del club, en forma de castillo blanco en el centro y una bola blanca que estaba en la parte superior. Desde mayo de 2012, el escudo oficial incluye una estrella amarilla en la parte superior, que indica los diez primeros títulos de la Liga eslovena ganados por el club.

## Estadio

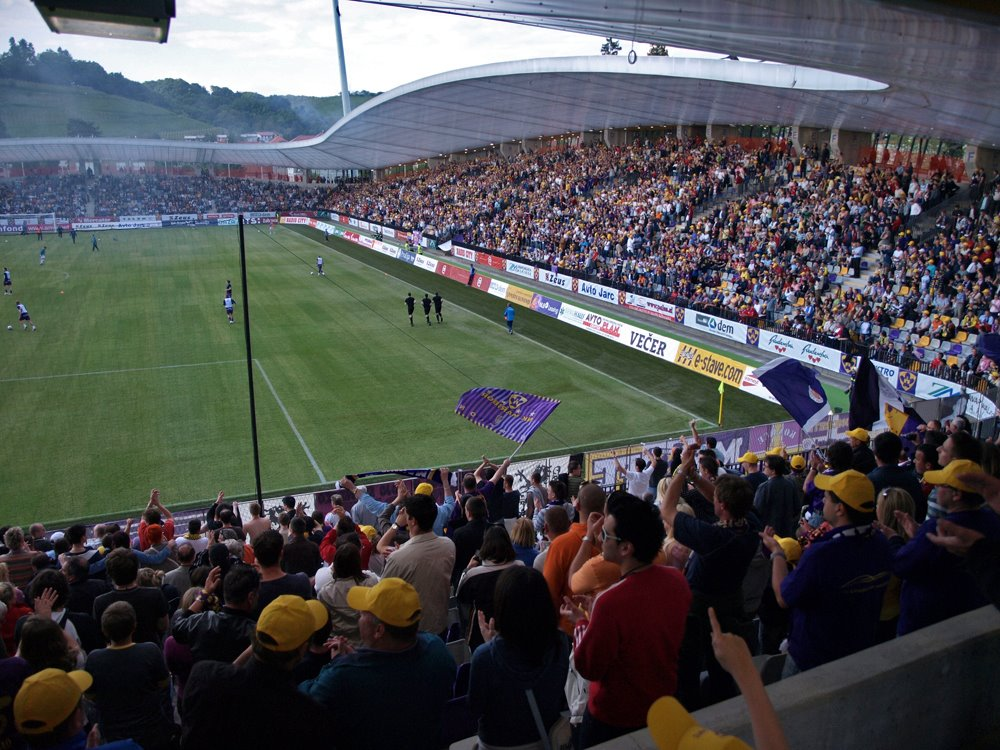
El Stadion Ljudski vrt en la primera jornada de la temporada 2008—09.

El Ljudski vrt (en castellano: «Jardín del Pueblo», en alemán: Volksgarten) es el estadio del club en Maribor y se encuentra en la orilla izquierda del río Drava. El estadio es un lugar de interés natural, cultural, arquitectónico y deportivo en la ciudad y es considerado uno de los más bellos del mundo. Su nombre se debe a un parque público que se encontraba en la zona, aunque también había un cementerio antes de la construcción del estadio. El recinto fue inaugurado en 1952 y sufrió una importante reconstrucción a principios de 1960. El club comenzó a competir en el Ljudski vrt en 1961, cuando la tribuna principal actual todavía estaba en construcción. Esta tribuna destaca por sus 129,8 metros de largo y 18,4 m de altura del arco de cemento y sigue siendo la tribuna principal del estadio. En 1994 se instalaron reflectores y el estadio acogió su primer partido de tarde. Desde entonces, el estadio pasó por varias reformas. La más notable fue en 2008, cuando el estadio fue completamente renovado. En la actualidad, tiene una capacidad de 12 994 asientos.
Además de ser el campo del Maribor, el estadio también acoge partidos de la selección nacional de fútbol de Eslovenia y fue su principal lugar utilizado para los partidos de la Copa Mundial de la FIFA 2010. Fue uno de los dos estadios en el país que acogió la selección nacional en la clasificación para la Eurocopa 2012. El récord de asistencia en la era yugoslava fue de 20 000 espectadores, mientras que el récord para un partido de Liga eslovena es de 14 000 espectadores, logrado en el último partido de la temporada 1996-97. Este partido sigue siendo el récord de asistencia a un partido de fútbol en la Liga local.

## Afición

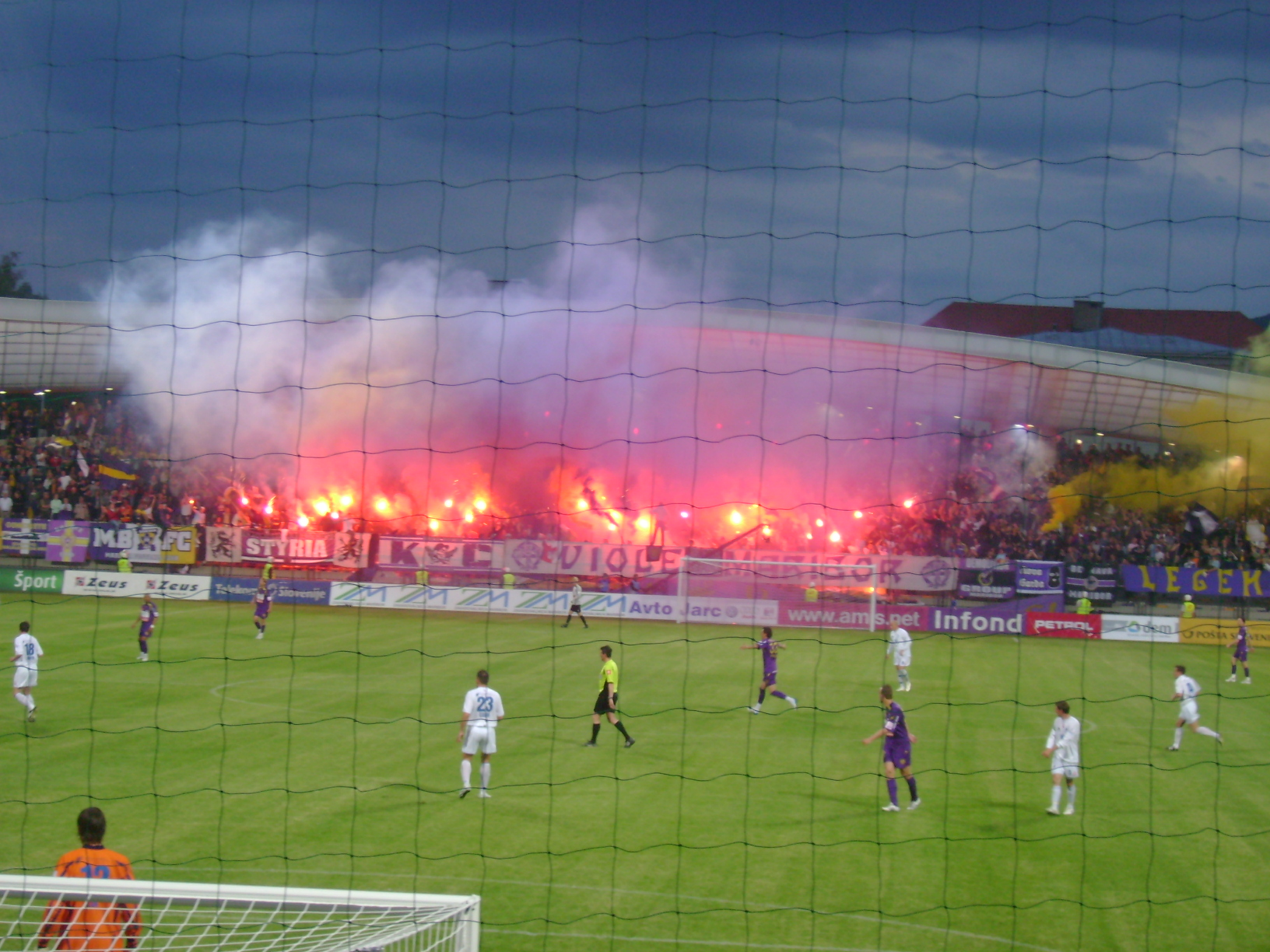
Los Viole Maribor, grupo ultra del Maribor.

Desde su creación en 1960, el Maribor ha desarrollado una base de aficionados leales, apasionados y dedicados y es considerada la mejor hinchada del país. Después de que Eslovenia declaró su independencia en 1991, la mayor parte de la industria de la ciudad pereció y más del 25% de la población estaba desempleada. Sin embargo, las personas permanecían leales al club. El club es el equipo de fútbol más popular en el país y solo es superado, en número de aficionados al fútbol, por el equipo nacional de fútbol de Eslovenia. Además de la ciudad de Maribor y sus alrededores, el club también cuenta con una gran base de seguidores en las regiones de Estiria (Štajerska) y Carintia (Koroška), de la que una serie de grupos de aficionados surgió de lugares como Ptuj, Ljutomer, Pragersko y Šentilj. El club también atrae a un número significativo de seguidores del norte de Alta Carniola (Gorenjska), aficionados situados entre Rateče y Kranj, y el noreste de Baja Carniola (Dolenjska), en el área alrededor de Krško y Kočevje, así como la propia capital Ljubljana. Esto se debe a un gran número de estudiantes y trabajadores de la región oriental del país. Un pequeño número de aficionados también están presentes en Ilirska Bistrica en el Litoral esloveno (Primorska). Poco después de la fundación del Maribor, el club fue calificado como el club de los ciudadanos, mientras que su rival de la ciudad, el Železničar Maribor, siempre fue considerado el club de la clase obrera. Esto se debió principalmente a que el Maribor era visto, por los aficionados, como el sucesor del Branik Maribor, club que desapareció en 1960. Muchos seguidores del Branik, entonces, comenzaron a apoyar al Maribor, club que fue fundado solo un par de meses más tarde.
Desde la creación de la liga eslovena, la 1. SNL, el Maribor tuvo el mayor promedio de asistencia en casi todas las temporadas hasta la fecha (17 de 21), y, en general, tuvo más espectadores en sus partidos en casa que los segundos y terceros equipos más vistos en la liga juntos. La mayor asistencia fue en la temporada 1996-97, cuando, en promedio, 5 289 personas asistieron a los partidos del Maribor, que sigue siendo un récord en el fútbol de Eslovenia. Hasta la fecha, el Maribor es el único equipo en la liga eslovena, que reunió a más de 10 000 personas durante sus partidos de liga, logrando ese número en varias ocasiones. La asistencia más alta en un partido de la liga eslovena del Maribor fue el 1 de junio de 1997, cuando jugó contra el Beltinci (14 000 espectadores). Además, es el único club que reunió a más de un millón de personas en sus partidos en la liga eslovena, desde su fundación en 1991.
El club también cuenta con un grupo de ultras llamados Viole Maribor fundado en 1989, que es, por número y organización, el más grande de Eslovenia. El núcleo de Viole consta de alrededor de 250 hinchas, mientras que todo el grupo tiene más de 500 miembros oficiales. Están ubicados en la tribuna sur del estadio que tiene una capacidad de poco más de 2 000 espectadores. La mayor concentración de seguidores del Maribor que se reunieron en un partido fuera de casa en competiciones nacionales fue en 2001, cuando 3 000 aficionados viajaron a Ljubljana, mientras que en partido internacional fue en 2012 durante la campaña de la Liga de Campeones de la UEFA, cuando más de mil aficionados viajaron a Zagreb. Sus principales rivales son los Green Dragons del Olimpija Ljubljana. Recientemente, otro grupo de aficionados surgió para apoyar al Maribor, los ESS (East Side Supporters, «aficionados del lado este») y está compuesto principalmente por exmiembros de Viole Maribor. Estos están, como su nombre indica, ubicados en la tribuna este del estadio.

## Rivalidades

### Derbi eterno
La mayor rivalidad del Maribor la mantenía con el Olimpija Ljubljana, contra quien disputaba el Derbi eterno (Večni derbi). Sin embargo el Olimpija se disolvió en 2004 y refundado un año más tarde. En la práctica se considera la continuación de la rivalidad entre el Maribor y el nuevo Olimpija Ljubljana. La rivalidad remonta sus raíces a principios de la década de 1960, cuando se jugó el primer partido entre los dos clubes. Los dos equipos representan las dos ciudades más grandes de Eslovenia, la capital, Ljubljana, y la segunda ciudad más grande, Maribor, y ambos equipos siempre tenían las mayores bases de aficionados del país. Tradicionalmente, Ljubljana representa la parte occidental y rica del país, mientras que Maribor es el centro de la parte más pobre del este. Además, Ljubljana siempre fue el centro cultural, educativo, económico y político del país y el Olimpija y sus seguidores fueron considerados como los representantes de la clase alta. Maribor, en cambio, era una de las ciudades más industrializadas de Yugoslavia y la mayoría de sus seguidores eran representantes de la clase obrera, lo que significa que la rivalidad tenía elementos de tensión política, social y cultural.
La rivalidad alcanzó su punto máximo en la jornada final de la temporada 2000-01, cuando se jugó uno de los partidos más famosos en la historia de la Liga eslovena, en el que el Olimpija Ljubljana se enfrentaba al Maribor como local en el estadio Bežigrad. Ambos equipos estaban compitiendo por su quinto título de la Liga eslovena. El equipo local del Olimpija necesitaba una victoria por el título, mientras que un empate era suficiente para el Maribor. El ambiente era ya muy tenso días antes del saque inicial y el estadio, con una capacidad para 8 500 espectadores, estaba completamente lleno. Al final, el partido terminó con un empate (1-1) y Maribor comenzó a celebrar su quinto título consecutivo frente a 3 000 de sus seguidores que se reunieron en Ljubljana ese día.
Una intensidad adicional a la rivalidad es el hecho de que tanto el Maribor como el Olimpija siempre contaron con el apoyo de sus partidos de grupos ultras, los Viole Maribor, por un lado, y los Green Dragons que apoyan al Olimpija, por otro. Los dos grupos son los más grandes del país y no es raro que los partidos entre los dos clubes a veces sean interrumpidos por los violentos enfrentamientos entre ellos o con la policía. En muchas ocasiones, antes o después de los partidos, los aficionados de los dos clubes se reúnen y luchar en las calles. Uno de los peores incidentes, en abril de 2010 después de un partido, se tradujo en un apuñalamiento de un miembro de los Green Dragons que, con un grupo de amigos, se metió en una pelea con los miembros de la Viole en la estación de ferrocarril de Ljubljana. Sin embargo, hasta la fecha, no ha habido ninguna muerte más en el país relacionada con violencia en el fútbol.

### Derbi del noreste

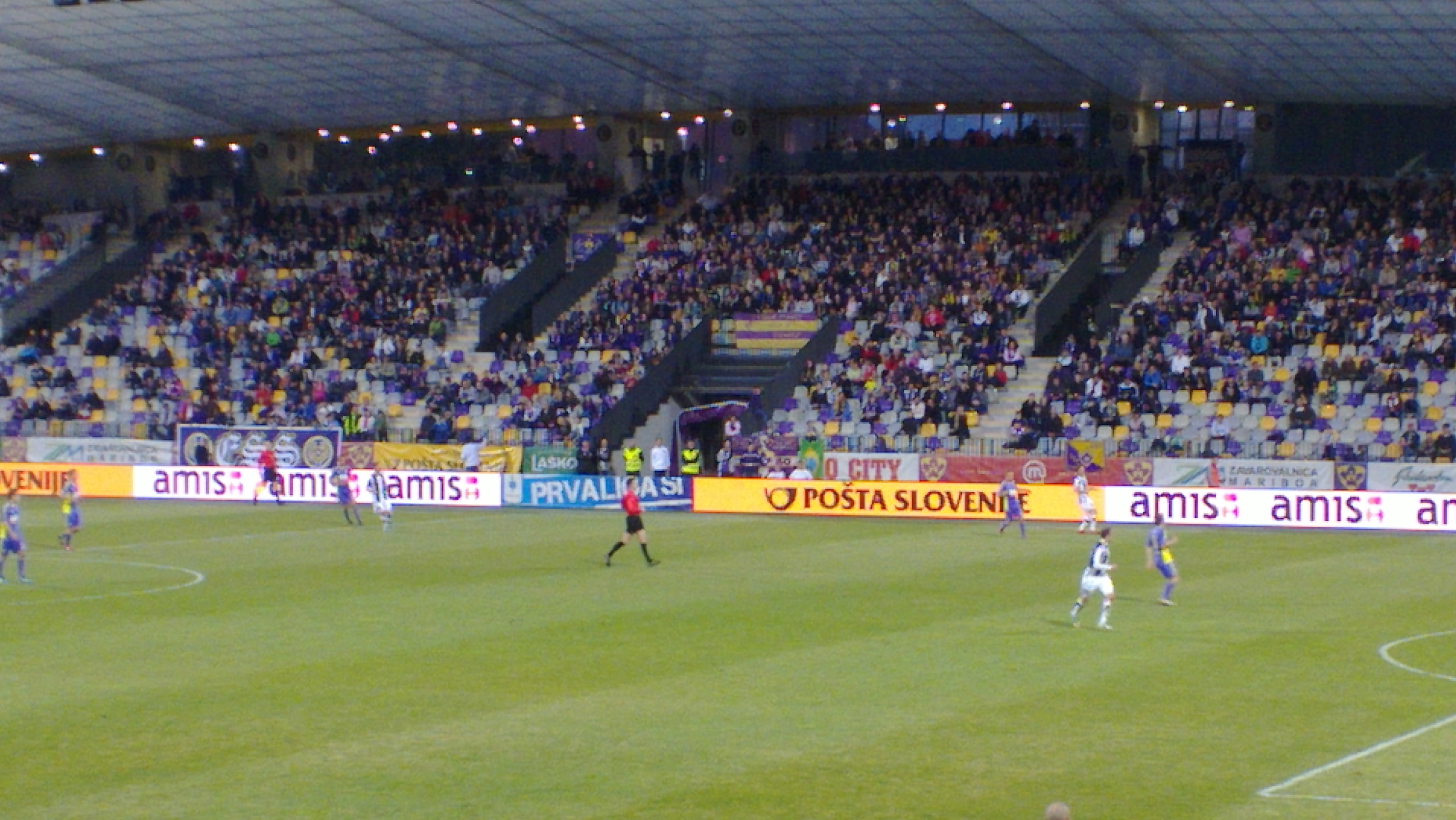
El Maribor en un partido contra el Mura 05 en la temporada 2011–12.

La otra gran rivalidad del club es contra el NK Mura de Murska Sobota. Similar al Olimpija, el Mura también se disolvió en 2004, pero fue refundado en 2013 y la rivalidad continúa, ya que el nuevo club, el ŠD NŠ Mura 05, es considerado el sucesor espiritual del Mura. El partido entre los dos clubes se jugó por primera vez en 1967 en el sistema de ligas de fútbol de Yugoslavia. Aunque el primer partido se jugó a finales de 1960, no fue hasta la independencia de Eslovenia en 1991, cuando se jugaron estos derbis con regularidad.
Antes de la creación de la 1. SNL en 1991 ambos clubes nunca habían jugado juntos en la primera división y la rivalidad se hizo evidente solo después de la independencia de Eslovenia, cuando ambos clubes se encontraron entre los mejores equipos de la liga nacional de reciente creación. El NK Mura viene de la pequeña localidad rural de Murska Sobota en el este de Eslovenia, que es el centro de la región más pobre del país, Prekmurje. Esta zona fue, durante mil años aproximadamente, parte del Reino de Hungría, a diferencia de otras tierras eslovenas. Por lo tanto, mantiene ciertas características lingüísticas, culturales y religiosas específicas que la diferencian de otras regiones eslovenas tradicionales. El río Mura, que se extiende en la frontera entre Estiria (Štajerska), cuyo capital es Maribor, y Prekmurje eran, por lo tanto, no solo una barrera natural, sino política. Durante la década de 1990 y principios de 2000 los dos clubes fueron los equipos más exitosos y populares de la zona oriental del país.
La rivalidad alcanzó su punto máximo en la temporada 2003-04 cuando el Mura recibió al Maribor en su estadio en la jornada final de la temporada. Antes del partido el Maribor lideraba la tabla de clasificación y estaba cerca de ganar su octavo título consecutivo, mientras que el Mura estaba situado en mitad de la tabla. Sin embargo, el NK Mura ganó el partido 2-1 y el Maribor, finalmente, terminó la temporada en tercer lugar, perdiendo el título por dos puntos en favor del ND Gorica.

## Dorsales retirados
- 09 –  Marcos Tavares (2008–2022)
- 19 –  Stipe Balajić (1998–2005)
- 33 –  Jasmin Handanović (2011–2021)

El número 19 es el primer número retirado en la historia del Maribor. Retirado en honor a Stipe Balajić desde 2005, quien jugó para el equipo por 8 años a finales de los años 1990s e inicios de los 2000s, durante el periodo más exitoso del equipo. Es considerado uno de los mejores jugadores que hayan militado en el Maribor, tanto como defensa como mediocampista. en sus últimas temporadas en el equipo fue el capitán. Balajić disputó 229 partidos oficiales, anotando 37 goles. Jugó su último partido con el equipo el 7 de julio del 2005, en un partido amistoso contra su exequipo, el Hajduk Split. Fue titular y fue reemplazado en el minuto 19 del partido en un gesto simbólico.
En mayo de 2021 el club retiró el número 33 en homenaje al guardameta Jasmin Handanović, quien jugó en más de 350 partidos con el Maribor entre 2011 y 2021. En mayo de 2022 el número 9 fue retirado en hemenaje a Marcos Tavares, el jugador que fue el capitán del club por más partidos y el goleador del club.
Maribor tiene retirados otros dos números de manera temporal: el 26 en homenaje a Aleksander Rajčević y el 28 por Mitja Viler. Ambos números fueron retirados en 2020 y seguirán sin asignarse a ningún jugador hasta 2030.

## Administración
| Puesto              | Nombre         | País                 |
| ------------------- | -------------- | -------------------- |
| Presidente          | Drago Cotar    | Eslovenia            |
| Director            | Bojan Ban      | Eslovenia            |
| Director de fútbol  | Zlatko Zahovič | Eslovenia            |
| Secretario          | Uroš Jurišič   | Eslovenia            |
| Relaciones Públicas | Željko Latin   | Eslovenia            |
| Relaciones Públicas | Stipe Jerič    | Bosnia y Herzegovina |

## Palmarés

### Profesional

#### Torneos nacionales
Ligas nacionales: 16
- Liga de Eslovenia (16): 1997, 1998, 1999, 2000, 2001, 2002, 2003, 2009, 2011, 2012, 2013, 2014, 2015, 2017, 2019, 2022.
- Liga Segunda De Yugoslavia: 1967
- Liga de la República de Eslovenia (5): 1961, 1976, 1982, 1984, 1986[103]

La Liga de la Republica de Eslovenia tomó carácter de Primera División Nacional luego de la independencia de Eslovenia, previamente era el tercer escalón del sistema de ligas yugoslavas.
Copas nacionales: 9
- Copa de Eslovenia (9): 1992, 1994, 1997, 1999, 2004, 2010, 2012, 2013, 2016[104]
- Copa de la República de Eslovenia (13): 1961, 1966, 1967, 1973, 1974, 1977, 1979, 1981, 1983, 1985, 1986, 1988, 1989[105]

La Copa de la República de Eslovenia fue la copa de fútbol de la República Socialista de Eslovenia dentro del sistema de los torneos de fútbol de Yugoslavia desde 1953 hasta la disolución de Yugoslavia en 1991 cuando fue reemplazada por la Copa de Eslovenia. El campeón clasificaba a la Copa de Yugoslavia.
Supercopas nacionales: 4
- Supercopa de Eslovenia (4): 2009, 2012, 2013, 2014

#### Torneos internacionales
- Copa Intertoto de la UEFA: 2006

### Juveniles

#### Torneos nacionales
- Liga De Eslovenia Sub-19 (7): 1998, 2003, 2004, 2008, 2010, 2011, 2018[106]

- Copa De Eslovenia Sub-19 (5): 1997, 2010, 2012, 2017, 2019[107]

- Liga De Eslovenia Sub-17 (8): 2001, 2004, 2006, 2009, 2015, 2017, 2018, 2019[108]

- Liga De Eslovenia Sub-15 (7): 2000, 2002, 2004, 2005, 2010, 2017, 2018[109]

## Participación en competiciones de la UEFA
El NK Maribor ha aparecido en varias ocasiones en los torneos europeos, teniendo su debut en la Copa Mitropa de 1970/71, y desde la independencia de Eslovenia en 1991 solo se han ausentado en dos ocasiones de los torneos europeos, con lo que es el club con más experiencia de Eslovenia en la UEFA.
Han llegado a la fase de grupos tanto de la UEFA Champions League como de la UEFA Europa League, con lo que uno de 4 equipos de la desaparecida Yugoslavia en llegar a la fase de grupos de un torneo continental.